# Herzkönig (1947)
Herzkönig ist eine Filmkomödie des Filmregisseurs Helmut Weiss, der auch das Drehbuch und die literarische Vorlage zu der Literaturverfilmung schrieb, aus dem Jahr 1947. In der Verwechslungskomödie verkörpert Hans Nielsen in einer Doppelrolle die beiden Hauptakteure des Films, den König Michael XXXVII. und den ihm ähnlich sehenden Schriftsteller Peter Petroni.

## Handlung
Der Schriftsteller Peter Petroni ist dem regierenden König Michael XXXVII. ein Dorn im Auge, weil er des Öfteren Schriften veröffentlicht, in denen er den König als einen Lust- und Lebemann darstellt, der zudem unter dem Alkohol leidet. Als dem König diese Schriften endgültig zu weit gehen, verfügt er kraft seines Amtes, dass Peter Petroni keine Schriften mehr veröffentlichen darf.
Die Handlung des Films nimmt eine Wendung, als der König erneut dem Alkohol zu sehr zugesprochen hat. Als er daraufhin seinen eigenen Hochzeitstermin vergisst, bemüht sich sein Polizeiminister um Schadensbegrenzung: Er bittet den Schriftsteller Peter Petroni, der dem König sehr ähnlich sieht, bei der Hochzeitszeremonie die Rolle des Königs zu übernehmen.
Peter Petroni willigt trotz des ihm auferlegten Veröffentlichungsverbotes seiner Schriften ein und steht in der Folge gemeinsam mit der Braut des Königs, der Prinzessin Carola, vor dem Altar. Als er sie dort zum ersten Mal erblickt, ist er jedoch von ihr hin- und hergerissen. Für ihn ist es Liebe auf den ersten Blick.

## Produktionsnotizen
Der Film entstand im Atelier Berlin-Tempelhof. Die Außenaufnahmen stammen aus Berlin und Umgebung. Ernst H. Albrecht und Max Vorwerg schufen die Bauten, Erich Holder war Produktionsleiter. Herzkönig wurde erstmals am 25. August 1947 im Kurhaus in Baden-Baden aufgeführt. In den Kinos der SBZ geschah dies am 11. März 1949 in Ost-Berlin. In die österreichischen Kinos kam er am 19. Dezember 1947. Gedreht wurde im Zeitraum vom 20. Januar bis 17. März 1947 in Berlin und der näheren Umgebung. Der Streifen war Artur Brauners erste eigenständige Produktion und der erste mit französischer Lizenz hergestellte deutsche Spielfilm.
Musikalisch wirken das R.B.T. Orchester, die „Solistenvereinigung des Berliner Rundfunks“ sowie die Funkspatzen mit.

## Kritiken
„Frivole Liebes- und Verwechslungskomödie im Operettenstil. Ein untauglicher Versuch, mit spärlicher Nachkriegsausstattung und noch spärlicherem Charme die deutsche Traumfabrik nach 1945 wiederzubeleben.“

„Nur schleppend kommt das Nachkriegs-Lustspiel in Gang. Es fehlt an Lust, Spiel, Charme und Witz.“